# Trifolium buckwestiorum
Trifolium buckwestiorum är en ärtväxtart som beskrevs av Duane Isely. Trifolium buckwestiorum ingår i släktet klövrar, och familjen ärtväxter. Inga underarter finns listade i Catalogue of Life.